# Visual novel
En visual novel (ビジュアルノベル bijuaru noberu) er et interaktiv fiktionsspil der hovedsageligt består af stillestående billeder, ofte i anime-stil. Som navnet foreslår, ligner de mixed-media romaner eller tableau vivant scenespil. Visual novels kaldes ofte for dating sims i Vesten, et fejlbegreb da visual novels er en undergenre af adventurespil og ikke simulationsspil. Dette har ledt til forvirring med den anden genre kendt som dating sim, der ofte deler et lignende visuelt format som visual novels, men har sit gameplay baseret på statistikker.
På japansk kan man oftest korrekt skelne mellem visual novels (forkortet NVL) og adventurespil (forkortet AVG eller ADV). På engelsk mistes denne måde at skelne dem dog på, da adventurespil refererer til en anden genre.
Visual novels og ADV'er er særligt udbredt i Japan, hvor de udgør næsten 70% af de udgivede PC-spil. De udgives sjældent til spilkonsoller, men de mest populære spil bliver i nogle tilfælde tilpasset til konsoller såsom Sega Dreamcast og PlayStation 2. Markedet for visual novels er dog ikke ret stort uden for Japan.

## Gameplay
Visual novels kan skelnes fra andre spiltyper på deres ekstremt begrænsede gameplay. Typisk vil spillerens muligheder for interaktivitet være begrænset til at klikke for at få ny tekst, grafik og lyd. Dog tilbyder nyere spil ofte "play-" eller "fast-forward"-muligheder, der gør selv dette unødvendigt.
De fleste visual novels har flere historier og slutninger; gameplayet består i disse tilfælde ofte af indbyggede punkter i spillet, hvor man får en række valg for, i hvilken retning spilleren vil fortsætte spillet. Denne form for gameplay er blevet sammenlignet med Choose Your Own Adventure-bøger. De fleste spil går dog efter en dybere historie og mere detaljerede personbeskrivelser end den ovennævnte serie af interaktive børnebøger. Derfor er de nærmere sammenlignet med den historie-drevne genre, interaktiv fiktion. Mens historien og fortællekunsten i mainstream-computerspil ofte kritiseres, ser mange fans af visual novel-genren denne genre som en undtagelse.
Nogle visual novels begrænser ikke sig selv til blot at bestå af interaktiv fiktion, men indeholder også andre elementer. Et eksempel på dette er Symphonic Rain, hvor spilleren, for at kunne fortsætte, er nødt til at spille på en form for instrument og få en høj score.
Nogle mindre værker indeholder ingen valgmuligheder. Disse kaldes ofte kinetic novels. De fleste eksempler på dette ses blandt fan-producerede spil. Fan-producerede spil af denne genre er forholdsvis populære; der eksisterer en række gratis programmer, der gør det nemt at lave dem, hvoraf de mest bemærkelsesværdige er NScripter, KiriKiri og Ren'Py.
Mange visual novels bruger stemmeaktører for at give figurene i spillet stemmer. Oftest gives hovedpersonen dog ikke en stemme, selv når resten af figurene har stemmer.

## Stil
Visual novel-genren har udviklet en stil, der adskiller sig fra de trykte romaner. Generelt er visual novels fortalt i førsteperson i stedet for i tredjeperson og viser ofte kun begivenhederne set fra en enkelt persons synspunkt. Det er meget normalt, at den primære struktur er opbygget af dage frem for kapitler, hvor det at hovedpersonen står op og går i seng igen indrammer hver dags begivenheder. Der eksisterer dog mange undtagelser fra dette typiske genretræk.
I en typisk visual novel består grafikken af en række baggrunde (normal blot en for hvert område i spillet), med en figur-sprite (立ち絵  tachi-e) overlejret på denne; perspektivet er oftest i førsteperson og hovedpersonen forbliver uset. Ved særlige begivenheder i spillet vises i stedet specielle event CG-grafikker; disse er mere detaljerede billeder, der er tegnet specielt for den ene scene, og bruger ofte mere filmlignede kameravinkler samt inkluderer hovedpersonen. Disse event CG'er kan normalt ses på et hvilket som helst tidspunkt efter at være blevet "låst op for" ved at finde dem i spillet; dette giver motivation for at spille spillet igen og forsøge at vælge andre veje gennem spillet, da det normalt er umuligt at se alle specielle begivenheder ved blot at spille det en enkelt gang.

## Indhold og genre
Mange visual novels har et romantisk tema, men spil med temaer som science fiction, fantasy fiction og horror fiction er dog ikke unormale at finde.
Traditionelt indeholder de PC-baserede visuel novels ecchi-scener, også selvom det generelle fokus ikke er erotisk (svarende til de "obligatoriske sex scener" i Hollywood actionfilm). Dog indeholder størstedelen af konsolportene ikke voksent materiale, og en række PC-spil er også blevet rettet mod markedet for folk i alle aldre; for eksempel udgives Keys titler i familievenlige versioner, og to har på intet tidspunkt indeholdt voksent materiale. Alle KIDs titler er også familievenlige.

## Relaterede udtryk
Sound Novels er Chunsofts mærkevare, som de brugte for spil så som Otogirisou, Kamaitachi no Yoru og Machi. Sound Novels var oprindelsen til "novel"-type genren. Begge genre dele samme stil og gameplay. Dog bruges udtrykket "Visual Novel" af ikke-Chunsoft spiludviklere, dels for at undgå legale problemer med deres trademark, og dels for at lægge større fokus på grafikken frem for lyden. Da senere udgivelser af Chunsofts Sound Novel serie har fået forbedret det visuelle aspekt med 3D-grafik og billeder fra virkeligheden, er denne forskel dog næsten væk.
På trods af navnet indeholder sound novels ikke altid stemmer; lyden forholder sig til at bestå af baggrundsmusik og lydeffekter. Et eksempel på dette er den originale Higurashi no Naku Koro ni-serie til PC, der blev udgivet som "sound novels".
VisualArt's, en af de større visual novel udgivere, der udgiver Keys værker (samt mange andre mærker), har for nylig udgivet en serie af værker kaldet Kinetic Novels, der er bemærkelsesværdige for at være et eksperiment i udgivelse via internettet. Mange af disse falder under den fuldkomment linære kategori, hvor der ingen valgmuligheder er; som resultat deraf er nogle fans begyndt at bruge udtrykket om andre ikke-interaktive titler.

## Oversættelser
Siden 2007 er størstedelen af visual novels blevet produceret i Japan. Kun få er blevet licenserede i USA og andre lande; hvilket skyldes at størstedelen er eroge, med Hiramekis nu stoppede AnimePlay-serier og Capcoms Gyakuten Saiban (Ace Attorney internationalt) serier som undtagelser. Ace Attorney-serien har specielt fået succes hos fans såvel som mainstream udenfor Japan.